# Circles (George-Harrison-Lied)
Circles (englisch für: Kreise) ist ein Lied der britischen Band The Beatles, das 2018 auf der Wiederveröffentlichung des Studioalbums The Beatles veröffentlicht wurde. Komponiert wurde es von George Harrison, der seine Version 1982 auf dem Album Gone Troppo veröffentlichte.

## Hintergrund
Circles basiert auf den musikalischen Ideen von George Harrison. 
Mitte Februar 1968 reisten die Beatles mit ihren Frauen nach Rishikesh (Indien), wo ein mehrwöchiger Meditationskurs des Maharishi Mahesh Yogi stattfand. Ringo Starr kehrte bereits Anfang März nach England zurück, Paul McCartney folgte drei Wochen später. John Lennon und George Harrison verließen Indien erst Mitte April. Während des Indienaufenthalts schrieben die Beatles die Mehrzahl der Lieder für ihr neues Album. Circles gehört zu den Esher Demos, die Ende Mai 1968 im Haus von George Harrison aufgenommen wurden. Wie Circles wurden auch folgende Esher Demos nicht für das Album The Beatles verwendet:
- Sour Milk Sea
- Child of Nature
- Junk
- Mean Mr. Mustard
- Polythene Pam
- Not Guilty
- What’s the New Mary Jane

Da die Beatles Circles auch für ihre beiden nächsten Alben Abbey Road und Let It Be nicht verwendeten, spielte George Harrison das Lied für sein achtes Soloalbum Gone Troppo ein. Neben Circles wurden die Harrison-Kompositionen Sour Milk Sea und Not Guilty ebenfalls nicht bis zur Trennung der Beatles im Jahr 1970 verwendet.

## Aufnahme der Beatles

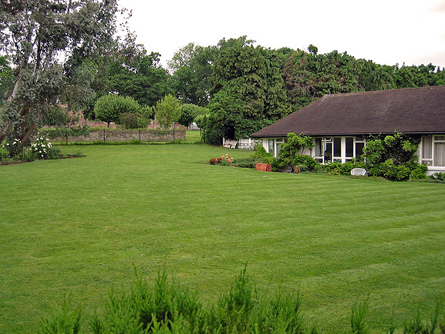
Das Anwesen Kinfauns von George Harrison in Surrey, wo die Beatles die Demos aufnahmen

Die Aufnahmen der Esher Demos erfolgte Ende Mai 1968 im Bungalow von George Harrison mit einem Ampex Vier-Spur-Tonbandgerät. Es ist nicht dokumentiert, ob ein Toningenieur oder George Martin bei den Aufnahmen zugegen war.
Die endgültige Abmischung des Liedes in Stereo erfolgte 2018 durch Giles Martin und den Toningenieur Sam Okell.
Besetzung:
- George Harrison: Gesang, Orgel oder Harmonium
- Paul McCartney: Bass (?)

## Aufnahme von George Harrison
Das Lied Circles wurde im Jahr 1982 in Harrisons Friar Park Studio, Henley-on-Thames (F.P.S.H.O.T.), Oxfordshire aufgenommen. Produzenten waren neben George Harrison, Ray Cooper und Phil McDonald. Der Text des Liedes wurde für die 1982er Aufnahme verändert.
Besetzung:
- George Harrison: Gesang, Gitarre, Bass, Synthesizer
- Billy Preston: Orgel, Klavier
- Ray Cooper: Perkussion
- Henry Spinetti: Schlagzeug
- Mike Moran: Synthesizer
- Jon Lord: Synthesizer

## Veröffentlichung
- Am 5. November 1982 erschien das achte Studioalbum von George Harrison Gone Troppo, auf dem Circles enthalten ist.
- Am 9. November 2018 erschien die 50-jährige Jubiläumsausgabe des Albums The Beatles (Super Deluxe Box), auf dieser befindet sich die ungekürzte Version von Circles.